# Megalestes gyalsey
Megalestes gyalsey is een libellensoort uit de familie van de Synlestidae, onderorde juffers (Zygoptera).
De wetenschappelijke naam van de soort is voor het eerst geldig gepubliceerd in 2017 door Gyeltshen, Kalkman & Orr.

## Etymologie
Megalestes gyalsey is vernoemd naar Zijne Koninklijke Hoogheid de Kroonprins van Bhutan, de Gyalsey, Jigme Namgyel Wangchuck ter gelegenheid van zijn eerste verjaardag.

## Verspreiding
Er is één waarneming bekend, betreffende een mannetje, van deze soort uit Bhutan, Trongsa District. In 2021 werd een vrouwtje, 4 mannetjes en larven gevonden in Oost-India (in de staten Arunachal Pradesh en West-Bengalen).